# Masaya Satō
Masaya Satō (japanisch 佐藤 将也 Satō Masaya; * 10. Februar 1990 in der Präfektur Shizuoka) ist ein japanischer Fußballspieler.

## Karriere
Satō erlernte das Fußballspielen in der Schulmannschaft der Hamana High School. Seinen ersten Vertrag unterschrieb er 2008 bei Nagoya Grampus. Der Verein spielte in der höchsten Liga des Landes, der J1 League. 2009 wurde er mit dem Verein Vizemeister der J1 League. Für den Verein absolvierte er zwei Erstligaspiele. 2010 wechselte er zum Zweitligisten Thespa Kusatsu. Für den Verein absolvierte er 10 Ligaspiele. 2011 wechselte er zum Drittligisten FC Ryukyu. 2013 wechselte er zum Ligakonkurrenten Fujieda MYFC.

## Erfolge
Nagoya Grampus
- J1 League

Vizemeister: 2009